# Sphaerobasidioscypha oberwinkleri
Sphaerobasidioscypha oberwinkleri är en svampart som beskrevs av Agerer 1983. Sphaerobasidioscypha oberwinkleri ingår i släktet Sphaerobasidioscypha och familjen Cyphellaceae.   Inga underarter finns listade i Catalogue of Life.